# AviaBellanca Aircraft
A AviaBellanca Aircraft Corporation é uma empresa Norte americana de design e fabricação de aeronaves. Antes de 1983, era conhecida como Bellanca Aircraft Company. A empresa foi fundada em 1927 por Giuseppe Mario Bellanca, embora tenha sido precedida de negócios e parcerias anteriores em que foram produzidas aeronaves com o nome "Bellanca", incluindo o "Wright-Bellanca", em que foi sócio da Wright Aeronautical.

## Histórico
Depois que Giuseppe Mario Bellanca, o projetista e construtor da primeira aeronave da Itália, emigrou para os Estados Unidos em 1911, ele começou a projetar aeronaves para várias empresas, incluindo a "Maryland Pressed Steel Company", a "Wright Aeronautical Corporation" e a "Columbia Aircraft Corporation". Bellanca fundou sua própria empresa, a Bellanca Aircraft Corporation of America, em 1927, primeiro com sede em Richmond Hill, Nova York e mudando-se em 1928 para New Castle, Delaware. Nas décadas de 1920 e 1930, as aeronaves de Bellanca projetadas por ele eram conhecidas por sua eficiência e baixo custo operacional, ganhando fama por recordes mundiais de resistência e voos de distância. A primeira escolha de Lindbergh para seu voo de Nova York a Paris foi um Bellanca WB-2. A insistência da empresa em selecionar a equipe levou Lindbergh a se decidir pela Ryan.
Bellanca permaneceu presidente da empresa e do conselho desde o início da corporação no último dia de 1927 até que vendeu a empresa para L. Albert and Sons em 1954. A partir de então, a linha Bellanca fez parte de uma sucessão de empresas que mantiveram a linhagem da aeronave original produzida pela Bellanca.

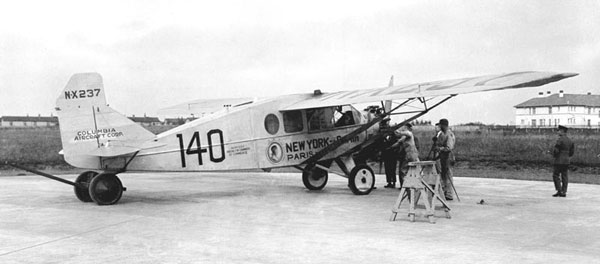
Bellanca WB-2 "Columbia".

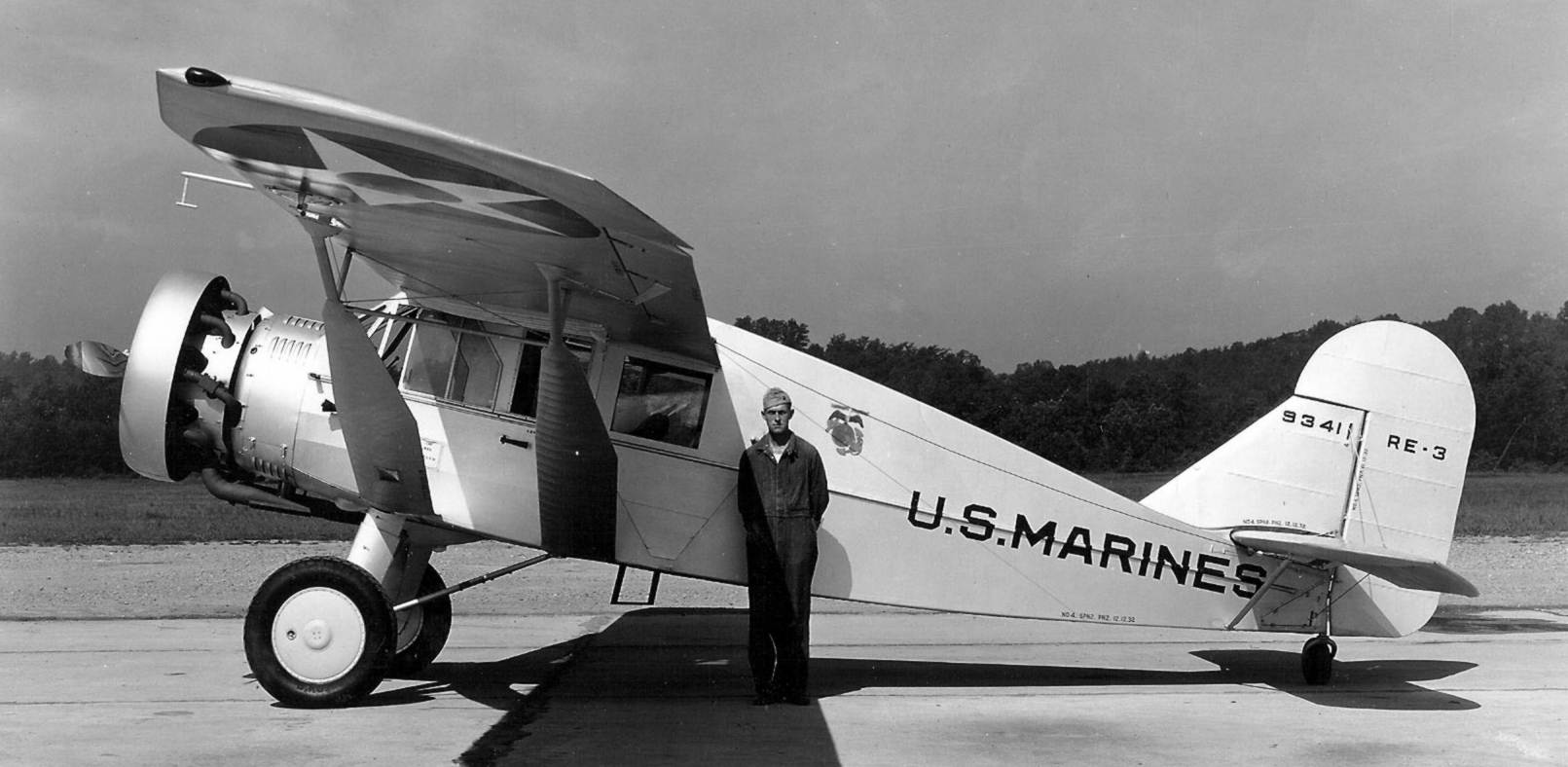
Bellanca CH-400 Skyrocket/XRE-3.

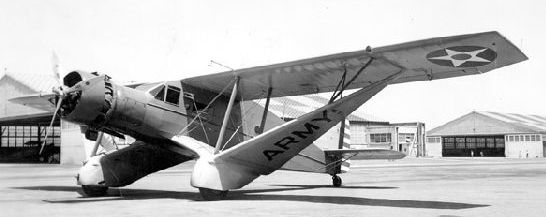
Bellanca C-27C Airbus.

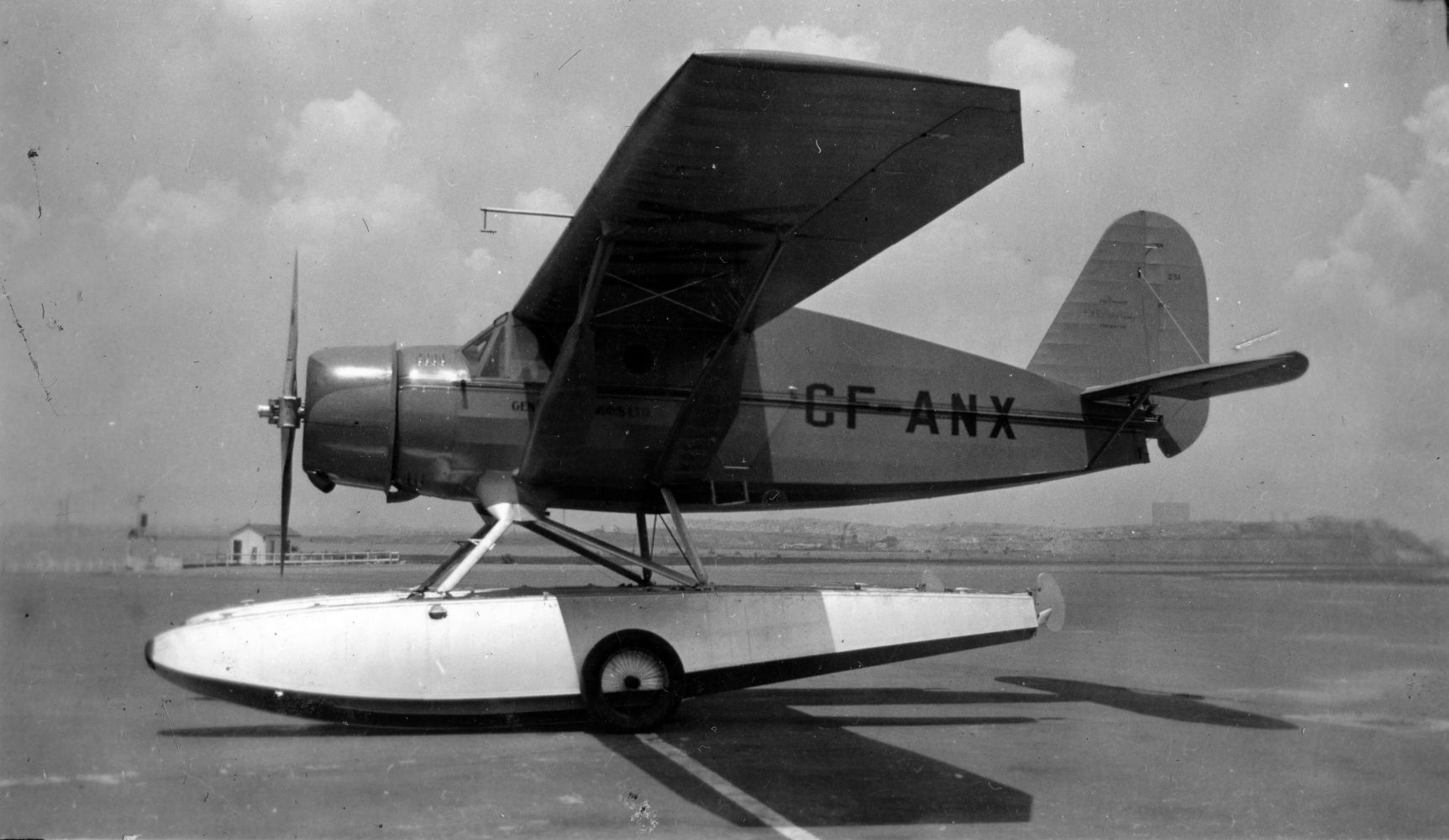
Bellanca 31-42 Senior Pacemaker.

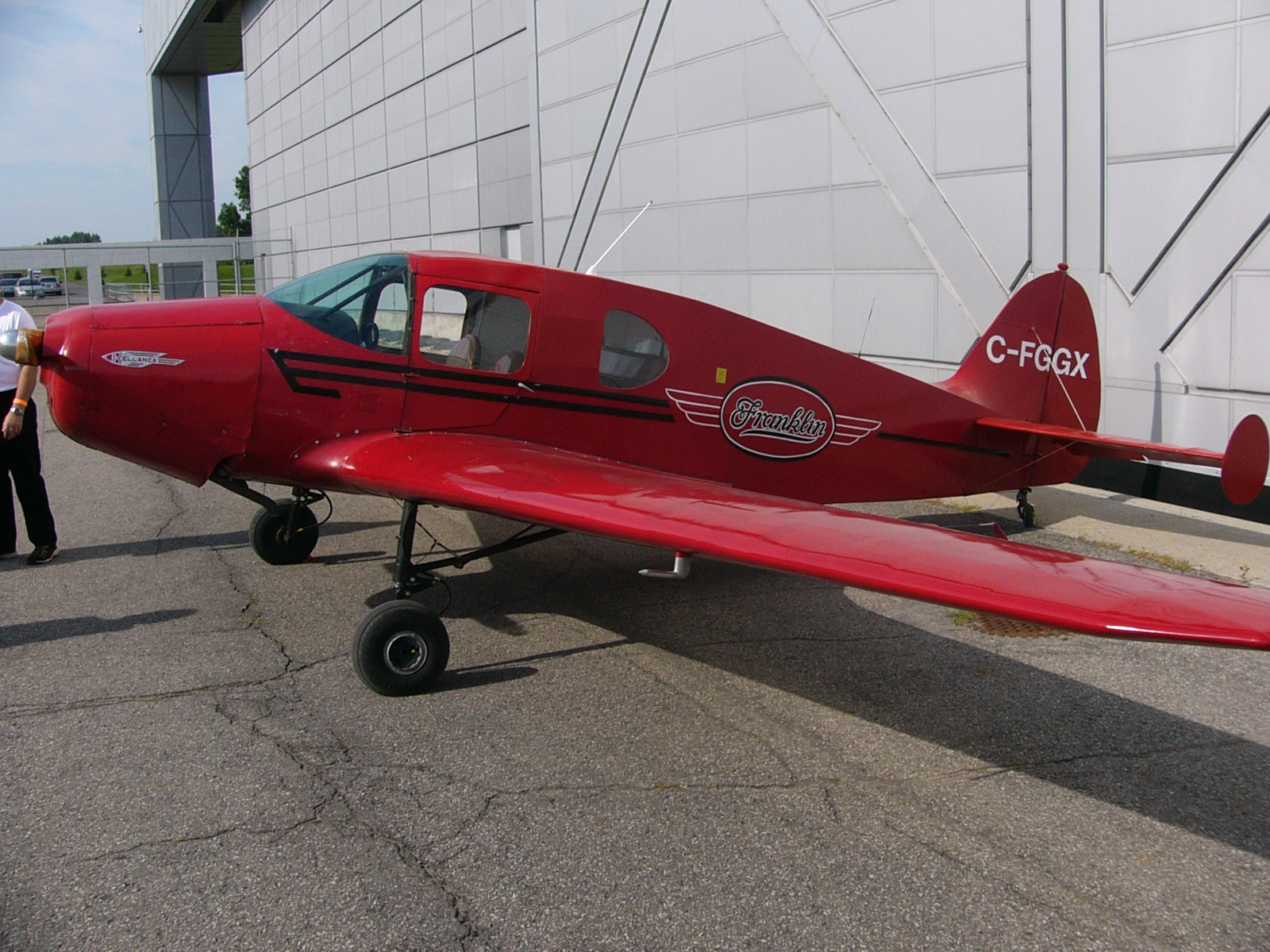
Bellanca 14-13-2.

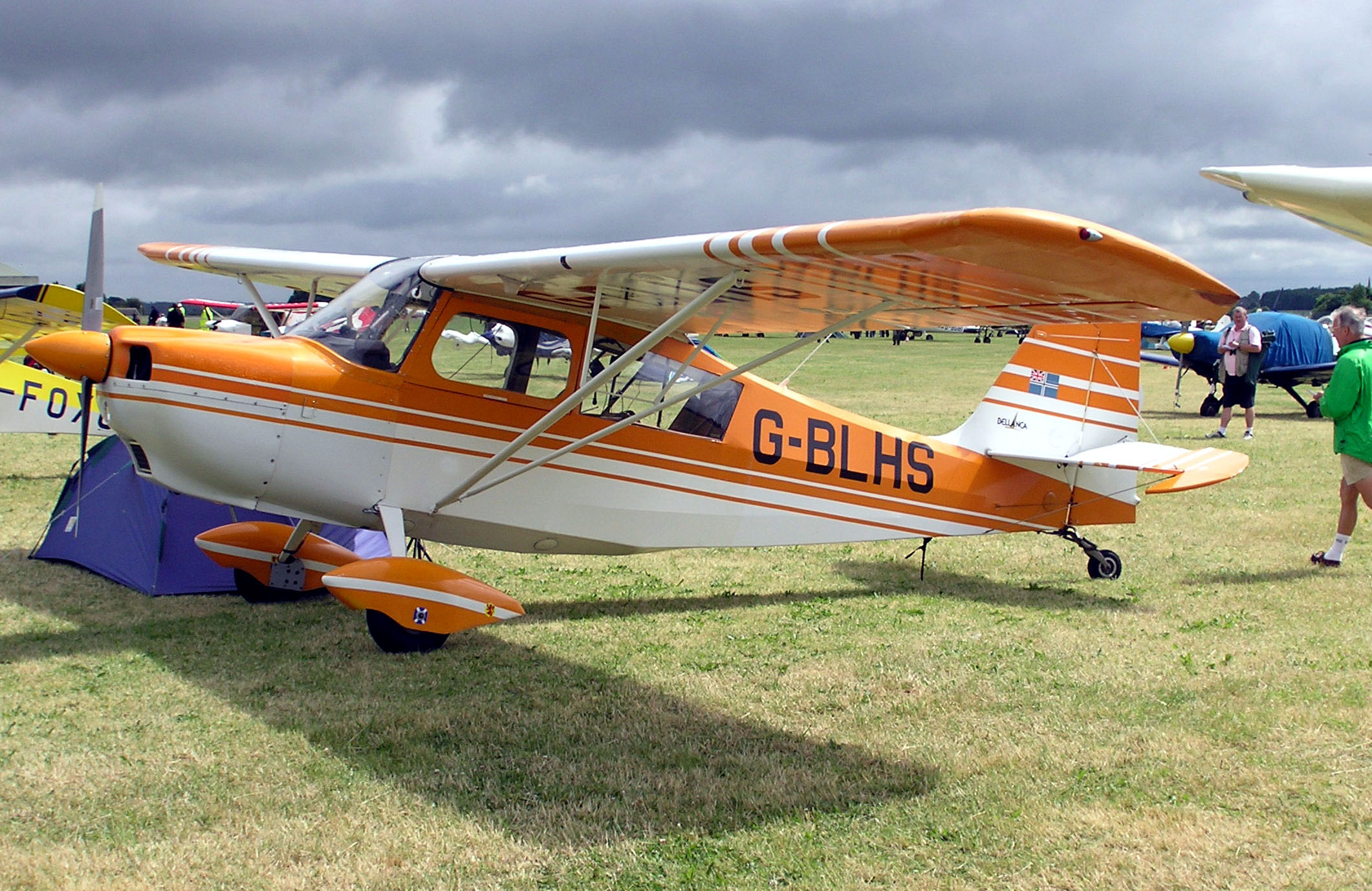
Bellanca Citabria 7ECA.

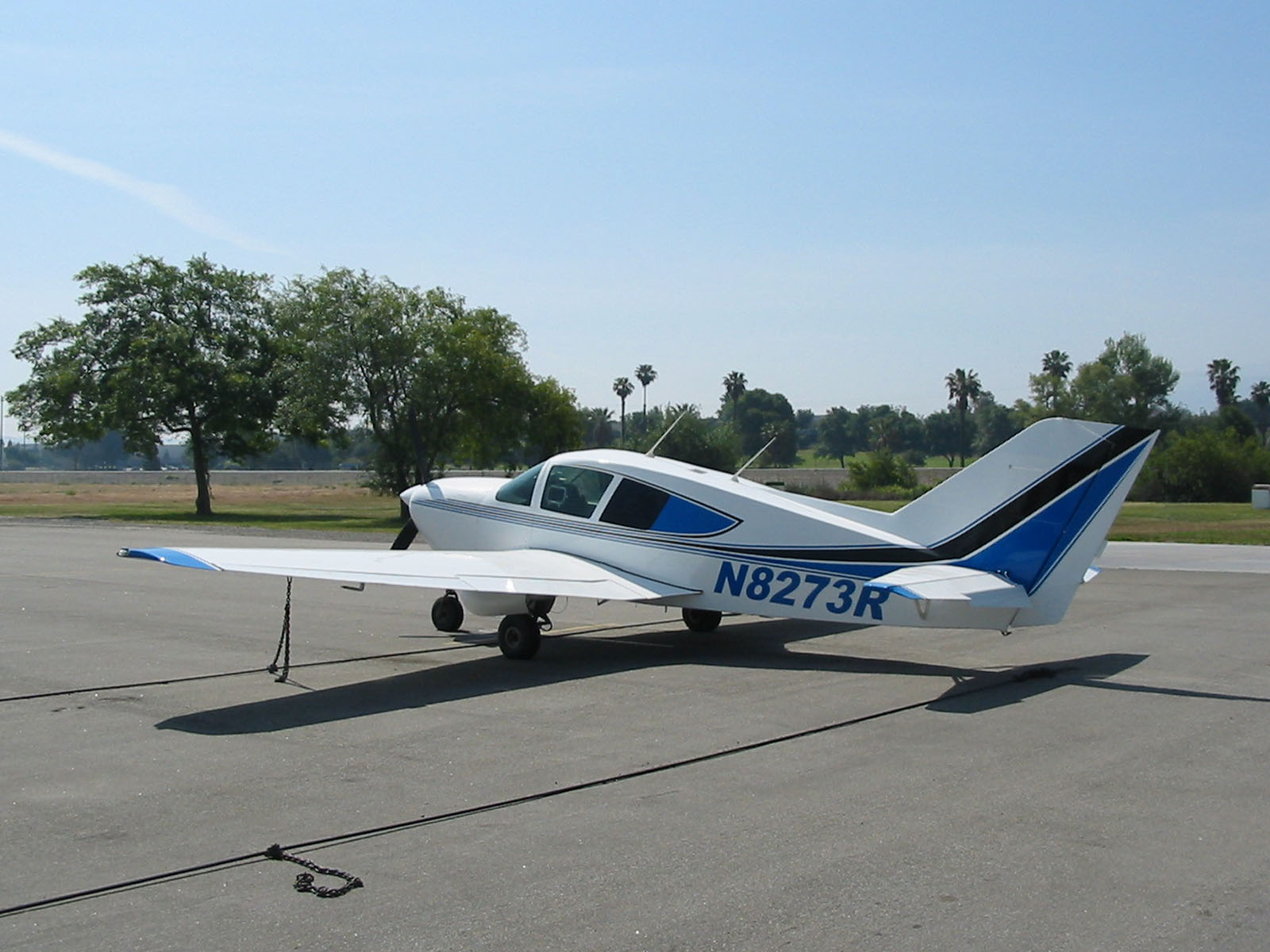
Bellanca 17-30A Super Viking.

## Produtos
| Nome do modelo                | Primeiro voo | Quantidade produzida | Tipo                                                         |
| ----------------------------- | ------------ | -------------------- | ------------------------------------------------------------ |
| Wright-Bellanca WB-1          | 1925         | 1                    | Monoplano, monomotor, cabine fechada                         |
| Wright-Bellanca WB-2          | 1926         | 1                    | Monoplano, monomotor, cabine fechada                         |
| CH-200 Pacemaker              | 1928         | 2                    | Monoplano, monomotor, cabine fechada                         |
| Model K                       | 1928         | 1                    | Monoplano, monomotor, de transporte                          |
| Model P series, C-27 Airbus   | 1928         | 25-30                | Monoplano, monomotor, de transporte                          |
| Model J                       | 1929         | 4                    | Monoplano, monomotor, cabine fechada                         |
| CH-300 Pacemaker              | 1929         | ~35                  | Monoplano, monomotor, cabine fechada                         |
| TES Tandem Blue Streak        | 1929         | 1                    | Sesquiplano, bimotor para recordes de voos longa duração     |
| CH-400 Skyrocket              | 1930         | 32                   | Monoplano, monomotor, cabine fechada                         |
| 66-67 Aircruiser family       | 1930         | 23                   | Monoplano, monomotor, utilitário                             |
| J-300/J-3-500                 | 1931         | 5                    | Monoplano, monomotor, para recordes de voos de longa duração |
| XSE-1 & XSE-2                 | 1932         | 1                    | Monoplano, monomotor, de carga e utilitário                  |
| Model D Skyrocket/XRE-3       | 1932         | 7                    | Monoplano, monomotor, utilitário                             |
| Model E Pacemaker             | 1932         | 7                    | Monoplano, monomotor, utilitário                             |
| Model F-1, F-2 Skyrocket      | 1933         | 2                    | Monoplano, monomotor, utilitário                             |
| 28-70 Irish Swoop             | 1934         | 1                    | Monoplano, monomotor, de corrida (MacRobertson Air Race)     |
| Model F Skyrocket             | 1934         | 3                    | Monoplano, monomotor, utilitário                             |
| 77-140                        | 1934         | 1                    | Bombardeiro, bimotor                                         |
| 77-320 Junior                 | 1934         | 4                    | Bombardeiro, bimotor                                         |
| 31-40 Senior Pacemaker family | 1935         | 10                   | Monoplano, monomotor, cabine fechada                         |
| 31-50 Senior Skyrocket family | 1935         | 10~                  | Monoplano, monomotor, cabine fechada                         |
| XSOE-1                        | 1936         | 1                    | Biplano, monomotor, utilitário com flutuadores               |
| 28-90 Flash                   | 1937         | 43                   | Monoplano, monomotor, militar                                |
| 14-7 Cruisair Junior          | 1937         | 1                    | Monoplano, monomotor, cabine fechada                         |
| 17-20                         | 1937         | 0                    | Monoplano, cabine fechada                                    |
| 28-92                         | 1938         | 1                    | Monoplano, trimotor de corrida                               |
| 14-9 Cruisair                 | 1939         | 44                   | Monoplano, monomotor, cabine fechada                         |
| 14-14/T14-14                  | 1940         | 1                    | Treinador baseado no Cruisair                                |
| YO-50                         | 1940         | 3                    | Monoplano, monomotor, protótipo de avião de observação       |
| 14-13 Cruisair Senior         | 1945         | ~600                 | Monoplano, monomotor, cabine fechada                         |
| 14-19 Cruisemaster            | 1949         | 203                  | Monoplano, monomotor, cabine fechada                         |
| Citabria                      | 1964         |                      | Monoplano, monomotor, cabine fechada                         |
| 17-30 Viking                  | 1967         | 1,356                | Monoplano, monomotor, cabine fechada                         |
| Decathlon                     | 1970         |                      | Monoplano, monomotor, cabine fechada                         |
| Champ                         | 1971         |                      | Monoplano, monomotor, cabine fechada                         |
| T-250 Aries                   | 1973         | 5                    | Monoplano, monomotor, cabine fechada                         |
| Scout                         | 1974         | 500+                 | Monoplano, monomotor, cabine fechada                         |
| 19-25 Skyrocket II            | 1975         | 1                    | Monoplano, monomotor, cabine fechada                         |

## Exemplares individuais famosos
- Lituanica
- Miss Veedol
- The American Nurse